# 格吕特利联盟

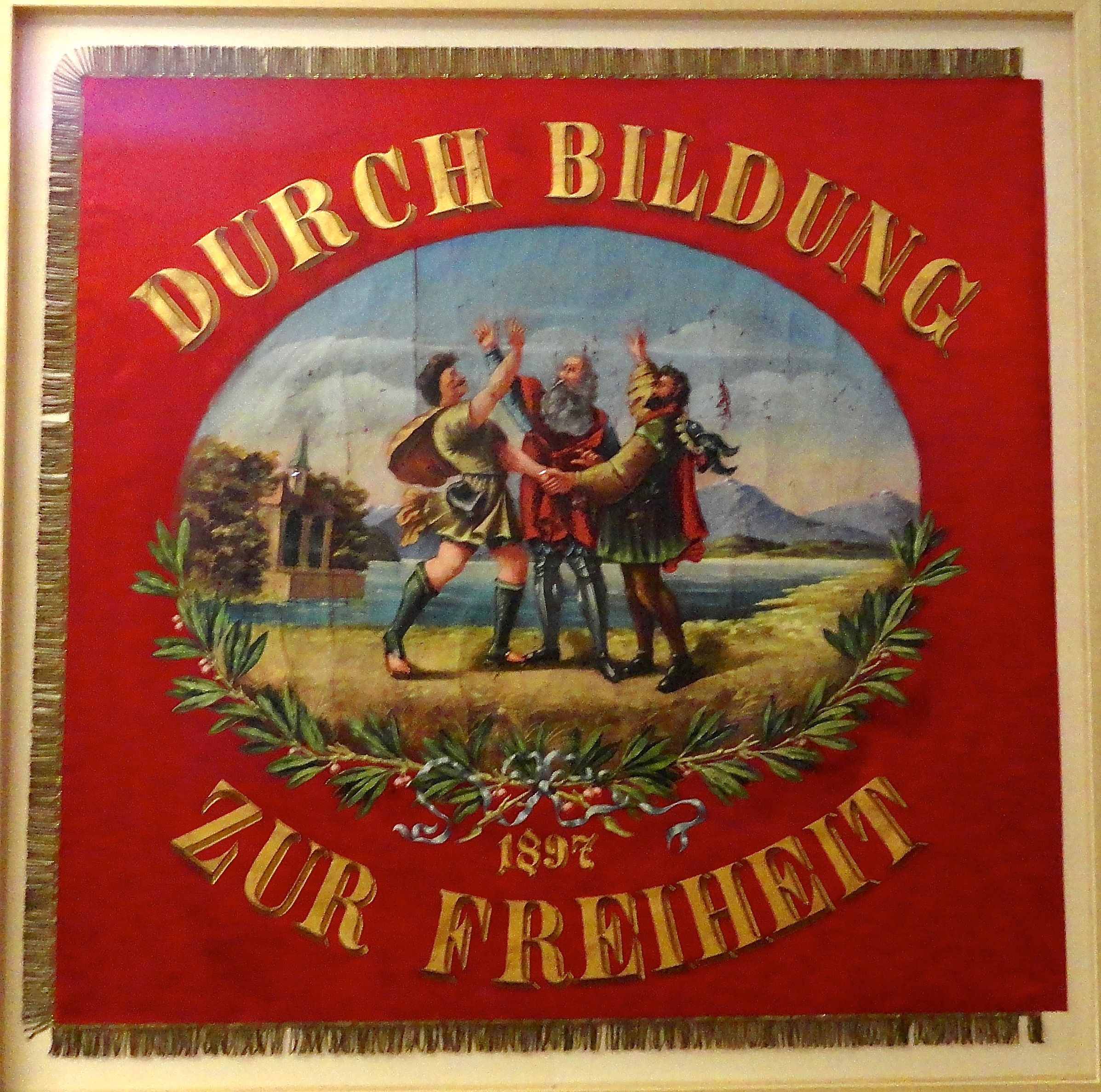
格吕特利联盟的党旗，上面写着：“通过教育获得自由”。

格吕特利联盟（德語：Grütliverein）是瑞士历史上的一个政党。  
1838年5月20日，约翰内斯·尼德雷尔在日内瓦创建该党，最初是一个供手工业者讨论的俱乐部。它得名于“吕特利”，这是旧瑞士邦联成立的重要地点。该组织最初专注于教育，但随后开始从事政治活动，在工会和健康保险的建立中发挥了重要作用。然而，在国际工人协会成立后，该组织从1860年代开始走向衰落。  
1878年，格吕特利联盟决定采用社会主义纲领，但拒绝与瑞士工人联合会合并。到1890年，它拥有约16000名成员，远远超过新成立的瑞士社会民主党。1892年，一些成员帮助在巴塞尔乡村州成立了农民和工人联盟党。1901年，格吕特利联盟与瑞士社会民主党合并，这一事件被称为“索洛图恩婚礼”。此时，两党的成员数量大致相等。  
由于与瑞士社会民主党的分歧，格吕特利联盟于1916年脱离。1917年选举中，它赢得了3个议席，分别是：伯尔尼-上阿尔高的奥古斯特·里克利、伯尔尼-泽兰的阿诺德·克内尔沃尔夫以及苏黎世南部的汉斯·雅各布·维尔茨。3人均加入了联邦国民院的瑞士社会民主党派系。在1919年的联邦选举中，联盟在伯尔尼和苏黎世赢得2个国民院席位。然而，它在1922年选举中失去了所有席位，1925年选举中也未能赢得席位，仅获得427票。同年，格吕特利联盟重新加入瑞士社会民主党，并正式解散。 